# Nicolás Sagondino
Nicolás Sagondino (Eubea, 1402 - ¿?, 1463 o 1464) fue un latinista, diplomático, canonista, traductor e intérprete.

## Biografía
Nicolás era natural de la isla de Negroponte. Realizó estudios en Constantinopla, y a Italia pasó con su mujer y hijos hacia el año 1438, acompañando a Juan VIII Paleólogo que le había llamado a su Corte, junto a José, patriarca de Constantinopla, con ocasión del Concilio de Ferrara-Florencia había de celebrarse para reunir la iglesia griega con la latina (se pasó a Florencia por una epidemia de peste en Ferrara).
Nicolás, como poseía bien la lengua griega y la latina, Eugenio IV le escogió como intérprete del Concilio citado, y terminado el citado Concilio, se fue a Venecia donde embarcó para la isla de Chipre con sus bienes y familia. El navío en que iba sufrió en una tempestad y perdió a su mujer y a tres de sus hijos y sus bienes, salvándose él junto con uno de sus hijos y cinco de sus hijas. El accidente le hizo olvidarse de Grecia y regresó a Venecia, que le concedió por sus méritos inmediatamente el derecho de vecindario y una indemnización por sus pérdidas de 600 ducados, empleándole también en negocios del Estado.
Nicolás fue secretario de la República de Venecia en los tribunales y en el Consejo de los Diez. Participó en distintas embajadas que se hicieron al papa, a Alfonso V y a la corte otomana, y posteriormente pasó a servir a Pío II, quien lo cita en su obra Descripción de Europa por su trabajo en el Concilio de Ferrara-Florencia.

## Obras
- Ad serenissimum principe et invictissimum regen Alphonsum Nicolai Sagundini oratio, Roma, 2012 ( introducción y comentario Cristian Caselli).
- De origine et familia turcarum
- Revió y corrigió la traducción latina de Arrieno que hizo el historiador Bartolomé Facio (1400-1457), que se imprimió en Pesaro en 1509.
- Tradujo del griego al latín la obra del filósofo antiguo Onosandro que la intituló Strategum; sive De Optimo imperatore, atque ejus officio, impresa en Vlaencia, Venecia y también en Basilea por R. Vinter, con otra obra de Vegecio, manuscrita en el monasterio de El Escorial y el monasterio de San Miguel de los Reyes.
- Tradujo del griego al latín la obra de Plutarco: De politica... y Opuscula omnia.., Basilea: A. Cratandri, 1530; De civili institutione, Brescia, 1485.
- Otras

## Nombre
También se le conoce por lo siguiente: Secundinus, Segundinus, Secundinius, Sagurino, Saguntino y otros.
Por llamarle Palmeiro Nicolás Eubeico, por causa de dar el nombre de Eubea a Negroponte, dudó el Padre Mabillon si Nicolás Sagundineo, como él le llama, y Nicolás Eubeico eran uno mismo, y erró Nicolás Antonio ( y otros como F.J. Lampillas, Vicente Ximeno, García de la Huerta etc.) poniéndole en el catálogo de autores españoles, suponiendo fatalmente que se llamaba Sagundino porque era de Sagunto o los que creen con error que venía el apellido de Saguntino porque después del citado Concilio, Eugenio IV le había hecho obispo de Sagunto.